# Omonia Nikozja (piłka siatkowa)
Omonia Nikozja (gr. Ομόνοια Λευκωσίας) – siatkarska sekcja cypryjskiego klubu sportowego z Nikozji założonego w 1948 roku.
Klub obecnie występuje w najwyższej klasie rozgrywek klubowych na Cyprze (Protathlima A'Kategorias).

## Sukcesy
Mistrzostwa Cypru:
- 1. miejsce (8x): 2015, 2016, 2017, 2019, 2021, 2022[1], 2023[2], 2024[3]
- 2. miejsce (4x): 1998, 2014, 2018, 2025[4]
- 3. miejsce (6x): 1991, 1995, 1997, 2006, 2009, 2010

 Puchar Cypru:
- 1. miejsce (10x): 1999, 2006, 2009, 2016, 2018, 2019, 2021, 2022[5], 2023[6], 2024

 Superpuchar Cypru:
- 1. miejsce (5x): 2014, 2015, 2016, 2018, 2021

## Bilans sezon po sezonie
| Sezon     | Rozgrywki ligowe | Puchar Cypru | Puchary europejskie                                                  |
| Sezon     | Miejsce          | Puchar Cypru | Puchary europejskie                                                  |
| --------- | ---------------- | ------------ | -------------------------------------------------------------------- |
| 1977/1978 | 8. miejsce       |              |                                                                      |
| 1978/1979 | 5. miejsce       |              |                                                                      |
| 1979/1980 | 5. miejsce       |              |                                                                      |
| 1980/1981 | 7. miejsce       |              |                                                                      |
| 1981/1982 | 7. miejsce       |              |                                                                      |
| 1982/1983 | 5. miejsce       |              |                                                                      |
| 1983/1984 | 4. miejsce       | 2. miejsce   |                                                                      |
| 1984/1985 | 7. miejsce       |              | Puchar Europy Zdobywców Pucharów – runda wstępna                     |
| 1985/1986 | 8. miejsce       |              |                                                                      |
| 1986/1987 | 9. miejsce       |              |                                                                      |
| 1987/1988 | 1. miejsce       |              |                                                                      |
| 1988/1989 | 5. miejsce       | ćwierćfinał  |                                                                      |
| 1989/1990 | 7. miejsce       | kwalifikacje |                                                                      |
| 1990/1991 | 3. miejsce       | ćwierćfinał  |                                                                      |
| 1991/1992 | 9. miejsce       | ćwierćfinał  |                                                                      |
| 1992/1993 | 1. miejsce       | I faza       |                                                                      |
| 1993/1994 | 4. miejsce       | półfinał     |                                                                      |
| 1994/1995 | 3. miejsce       | 2. miejsce   |                                                                      |
| 1995/1996 | 5. miejsce       | ćwierćfinał  |                                                                      |
| 1996/1997 | 3. miejsce       | 2. miejsce   |                                                                      |
| 1997/1998 | 2. miejsce       | 2. miejsce   |                                                                      |
| 1998/1999 | 4. miejsce       | 1. miejsce   |                                                                      |
| 1999/2000 | 7. miejsce       | ćwierćfinał  | Puchar Europy Zdobywców Pucharów – 1. runda Puchar CEV – faza główna |
| 2000/2001 | 6. miejsce       | I faza       |                                                                      |
| 2001/2002 | 4. miejsce       | półfinał     |                                                                      |
| 2002/2003 | 4. miejsce       | ćwierćfinał  | Puchar CEV – faza kwalifikacyjna                                     |
| 2003/2004 | 7. miejsce       | ćwierćfinał  |                                                                      |
| 2004/2005 | 7. miejsce       | ćwierćfinał  |                                                                      |
| 2005/2006 | 3. miejsce       | 1. miejsce   |                                                                      |
| 2006/2007 | 6. miejsce       | ćwierćfinał  | Puchar Top Teams – faza kwalifikacyjna                               |
| 2007/2008 | 5. miejsce       | półfinał     |                                                                      |
| 2008/2009 | 3. miejsce       | 1. miejsce   |                                                                      |
| 2009/2010 | 3. miejsce       | półfinał     | Puchar Challenge – III runda                                         |
| 2010/2011 | 4. miejsce       | ćwierćfinał  | Puchar Challenge – I runda                                           |
| 2011/2012 | 4. miejsce       | 2. miejsce   |                                                                      |
| 2012/2013 | 5. miejsce       | ćwierćfinał  |                                                                      |
| 2013/2014 | 2. miejsce       | 2. miejsce   |                                                                      |
| 2014/2015 | 1. miejsce       | półfinał     | Puchar Challenge – III runda                                         |
| 2015/2016 | 1. miejsce       | 1. miejsce   | Puchar CEV – 1/8 finału                                              |
| 2016/2017 | 1. miejsce       | 2. miejsce   | Liga Mistrzów – kwalifikacje – I runda Puchar CEV – 1/32 finału      |
| 2017/2018 | 2. miejsce       | 1. miejsce   | Liga Mistrzów – kwalifikacje – II runda Puchar CEV – 1/16 finału     |
| 2018/2019 | 1. miejsce       | 1. miejsce   | Puchar Challenge – 1/8 finału                                        |
| 2019/2020 | –                | ćwierćfinał  | Puchar Challenge – 1/16 finału                                       |
| 2020/2021 | 1. miejsce       | 1. miejsce   | Puchar Challenge – 1/8 finału                                        |
| 2021/2022 | 1. miejsce       | 1. miejsce   | Puchar Challenge – 1/16 finału                                       |
| 2022/2023 | 1. miejsce       | 1. miejsce   | Puchar Challenge – ćwierćfinał                                       |
| 2023/2024 | 1. miejsce       | 1. miejsce   | Puchar Challenge – 1/32 finału                                       |
| 2024/2025 | 2. miejsce       | półfinał     | Liga Mistrzów – kwalifikacje – 1. runda Puchar CEV – 1/8 finału      |

Poziom rozgrywek:
     pierwszy, najwyższy ogólnokrajowy
     drugi
     trzeci
     czwarty
     piąty